# Багатозяброві акули
Багатозяброві акули (Hexanchidae) — родина акул з ряду Багатозяброподібні. Має 3 роди та 4 види. Інші назви «гребнезубі акули» та «акули-корови».

## Опис
Загальна довжина представників цієї родини коливається від 1,5 до 5,5 м. Голова масивна. Морда витягнута сильно уперед. Особливістю є наявність 6-7 зябер. Мають міцні, потужні щелепи, озброєні гострими шипоподібні зубами на верхній щелепі, на нижній щелепі зуби у формі півнячого гребеня. Звідси походить інша назва цих акул. Тулуб витягнутий, кремезний. На спині присутній єдиний плавець, що розташовано далеко, ближче до хвоста. Мають анальний плавець. Забарвлення сірувате або сіро-коричнювате, однокольорове.

## Спосіб життя
Це доволі загадкові, ще достатньо не вивчені акули. Ведуть таємниче життя, віддають перевагу глибоких водам, населяють підводні континентальні шельфи, схили. Зустрічаються на глибинах від 90 до 2300 м. Вдень підіймаються вище до поверхні, вночі опускаються на глибину. Активні хижаки. Живляться глибоководними молюсками, восьминогами, крабами і рибами, а також морськими ссавцями, залежно від місця проживання.
Це яйцеживородні акули. Сперматозоїди можуть довго перебувати в тілі самиці, зберігаючи свої властивості. Самиця народжує від 22 до 108 акуленят розміром 70 см.

## Розповсюдження
Мешкають у північних частинах Індійського, Тихого та Атлантичного океанів.

## Роди та види
- Рід Heptranchias
  - Heptranchias perlo (Bonnaterre, 1788)
- Рід Hexanchus
  - Hexanchus griseus (Bonnaterre, 1788)
  - Hexanchus nakamurai Teng, 1962
- Рід Notorynchus
- Notorynchus cepedianus (Péron, 1807)